# Palais des pionniers

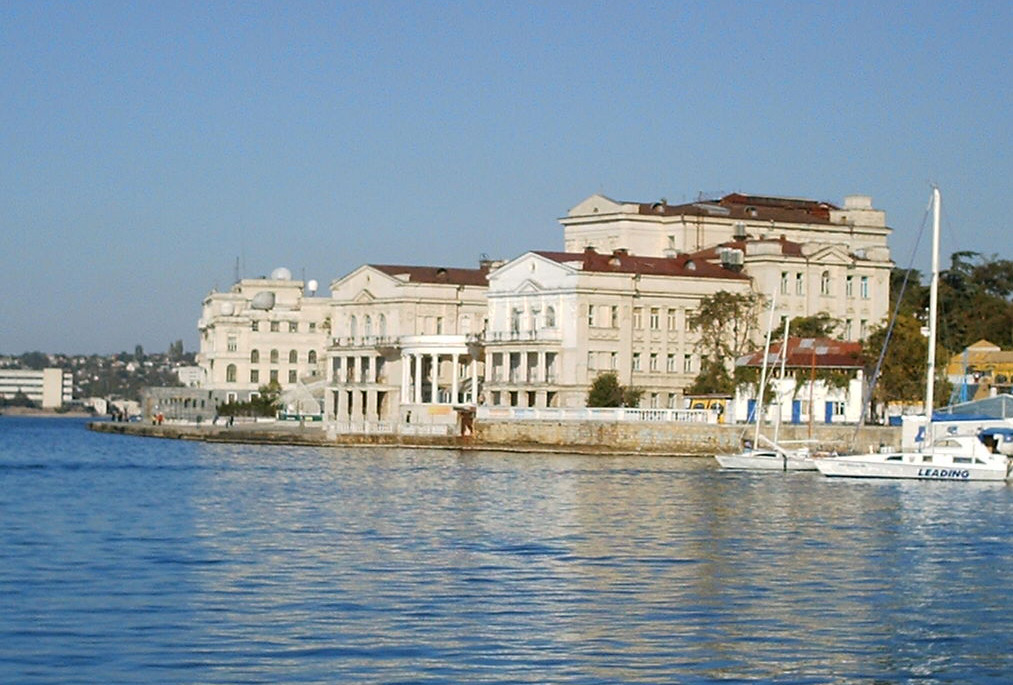
Palais des pionniers de Sébastopol.

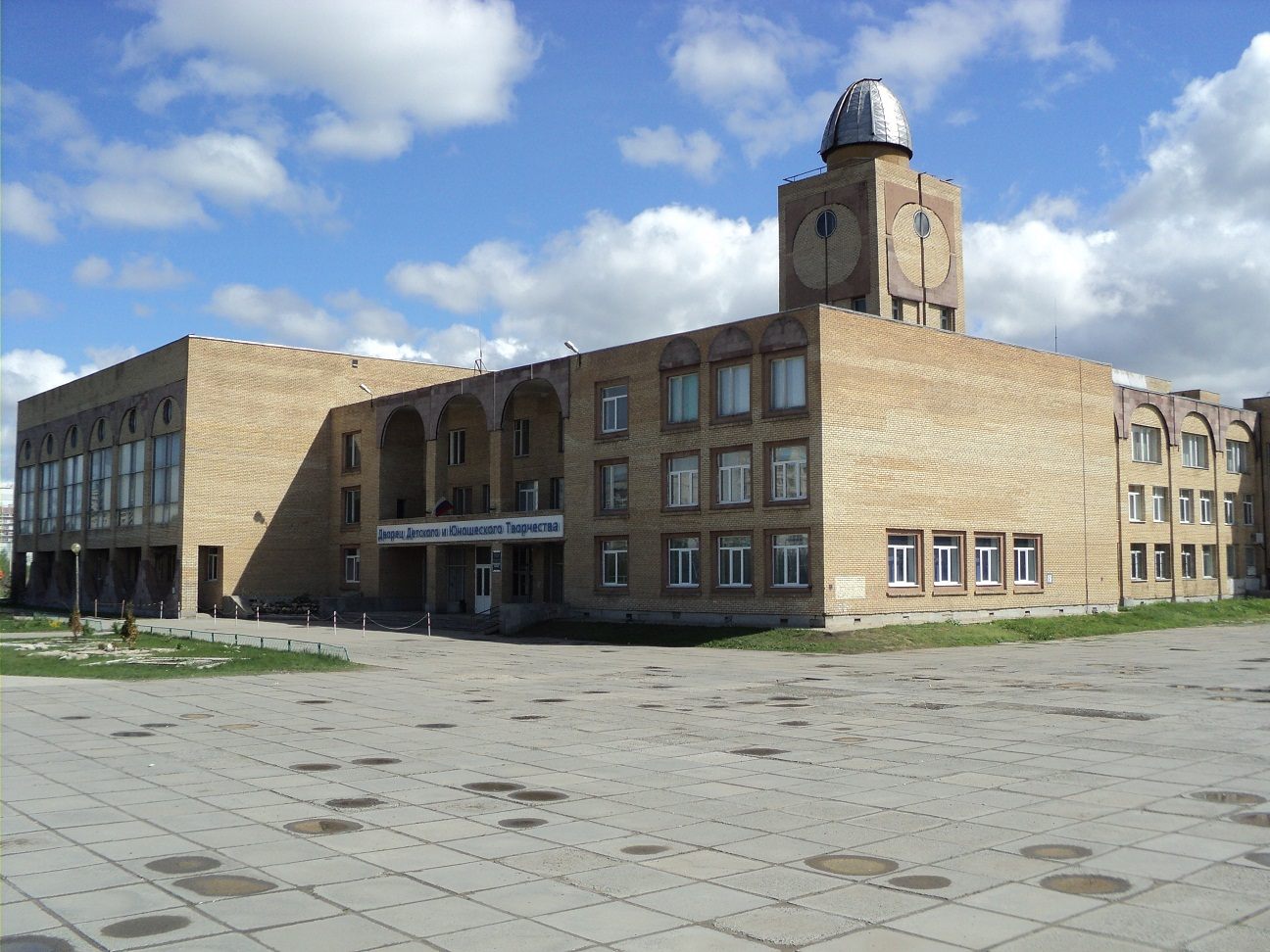
Palais des pionniers de Togliatti.

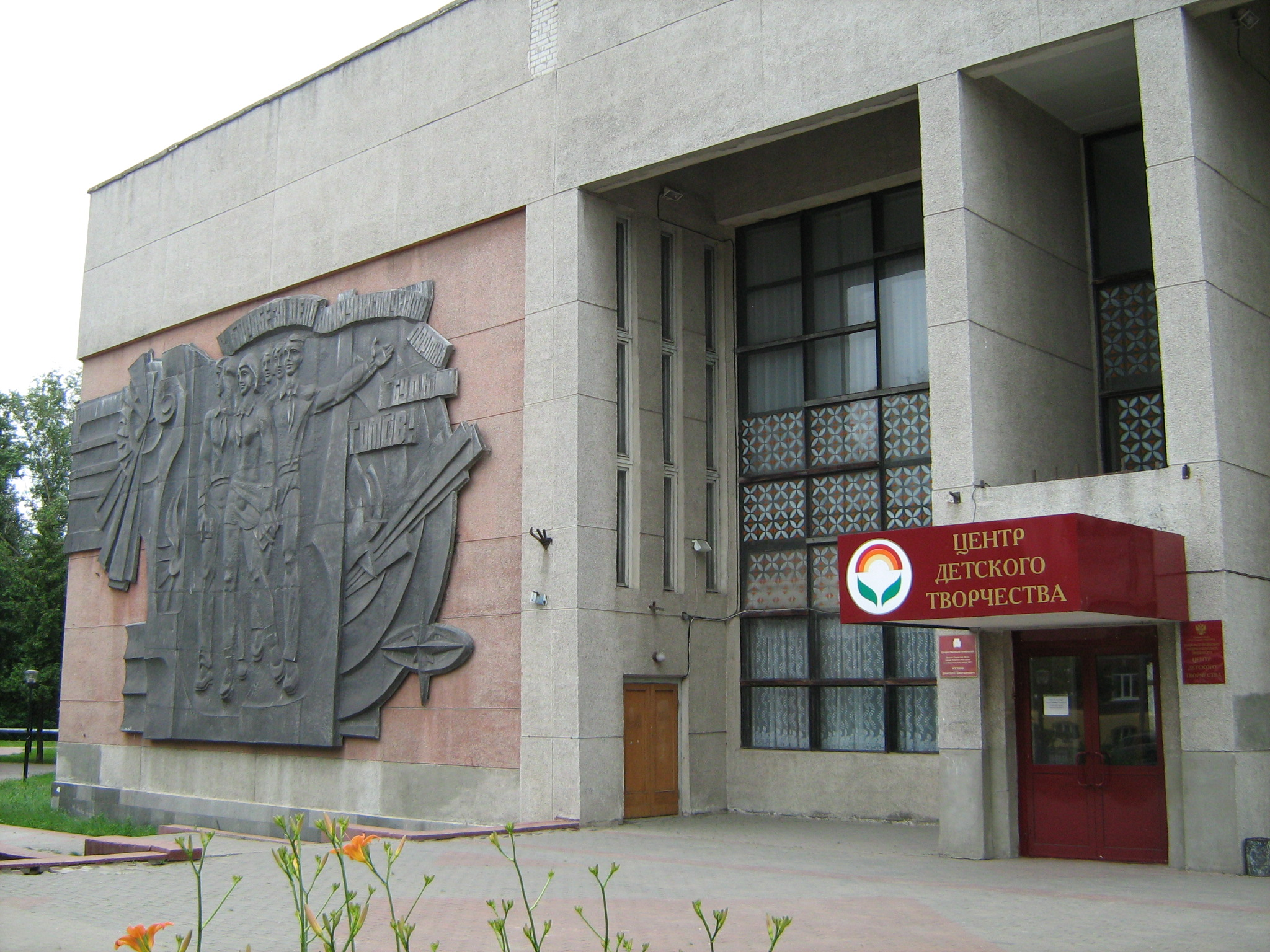
Ancien palais des pionniers de Sormovo.

Les Palais des pionniers sont des centres de récréation pour la jeunesse, la création, le sport, la formation et les activités extrascolaires de l'organisation internationale de jeunesse des pionniers en URSS et dans d'autres autres pays communistes. Après la dislocation du bloc soviétique et de l'Union soviétique elle-même, ils ont été transformés en centre d'activités de récréation sans connotation politique. 

## Architecture
Les premiers Palais des pionniers apparaissent dans les années 1920 et 1930 à Moscou et, plus tard, à Leningrad, Sverdlovsk, Tbilissi, Kiev, Irkoutsk et dans d'autres villes de l'Union soviétique : ce sont, pour la plupart, d'anciennes grandes maisons aristocratiques confisquées à leurs propriétaires. L'ancien palais Anitchkov, par exemple, est devenu le « Palais Jdanov des jeunes pionniers »  de Leningrad, ainsi nommé en l'honneur d'Andreï Jdanov. Le premier palais inauguré à Kharkov est l'ancienne Maison de l'Assemblée de la Noblesse le 6 septembre 1935 . À Bucarest, c'est l'ancien palais royal de Cotroceni qui devient le Palais des pionniers. Des Palais des pionniers sont également construits intentionnellement, parfois en imitant le style des anciens palais aristocratiques, d'autres fois en style utilitaire moderne. Deux des plus grands Palais des pionniers construits dans ce style nouveau se trouvent à Moscou, construits en 1959-1963, et à Kiev, construit en 1965.
En 1971, il y avait plus de 4 500 Palais des pionniers en URSS et dans les pays satellites.

## Fonctionnement
Le mouvement des pionniers était la branche politique, culturelle, sportive et paramilitaire du parti communiste unique auprès de toutes les écoles des pays communistes, mais beaucoup de ses activités, hors des heures de cours, se déroulaient dans les Palais des pionniers, faisant office de centres de loisirs (très encadrés), d'entraînement (et de sélection d'éventuels champions) et d'activités périscolaires, par groupes et par sections spécialisées sur une activité et organisées par classes d'âge semblables à celles des classes de l'école.
Il existait également des centres locaux de pionniers dans toutes les capitales de district, les plus importants étant ceux de Leipzig (Maison des jeunes pionniers « Georg Schwarz ») et de Dresde (Palais des pionniers « Walter Ulbricht » dans le château d'Albrechtsberg).
L'accès aux Palais des pionniers est gratuit et obligatoire pour les pionniers. L'éducation politique sous-tend tout le travail, les compétences à acquérir, le développement des capacités, l'orientation professionnelle et les talents amateurs. L'un des principes de base des pionniers est la transmission de l'ardeur révolutionnaire, symbolisée par le logo de la torche aux trois flammes rouges : « toi qui as été formé, forme à ton tour tes camarades ».
Au 21e siècle, fonctionnent toujours les Palais des pionniers de République populaire de Chine, d'Hanoi au Vietnam, de La Havane à Cuba (qui se nomme « Ernesto Che Guevara ») et de de Pyongyang en Corée du Nord ,. Les Palais des pionniers des autres pays anciennement communistes, quant à eux, ont entre-temps été convertis à d'autres usages.

## Galerie

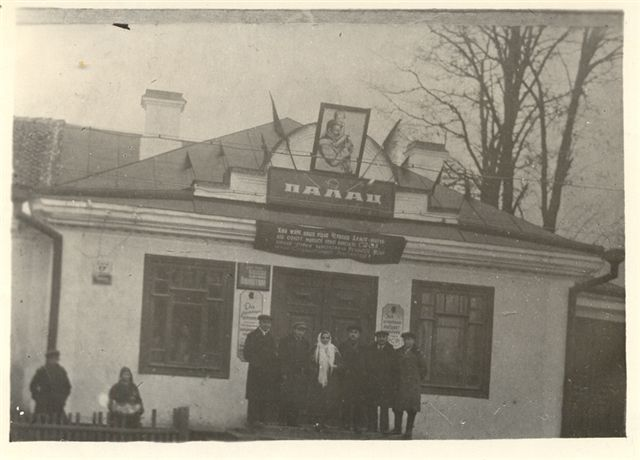
Palais des pionniers de Chepevitka.
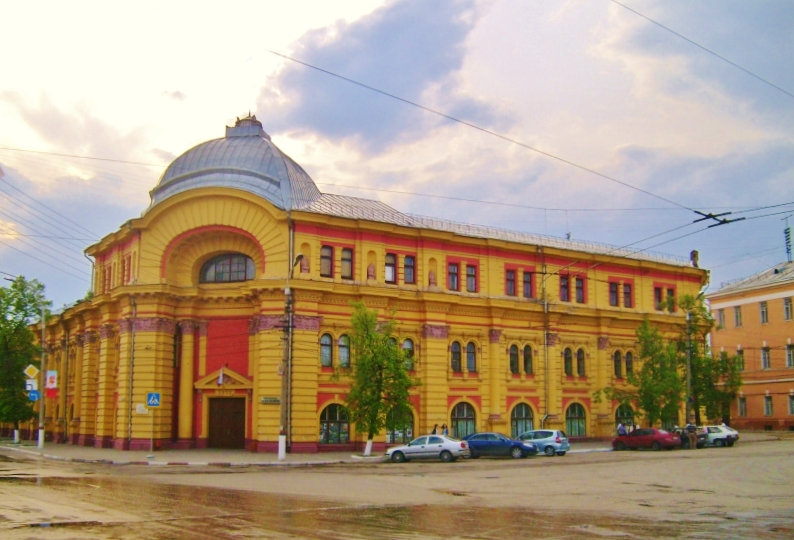
Palais des pionniers de Toula.
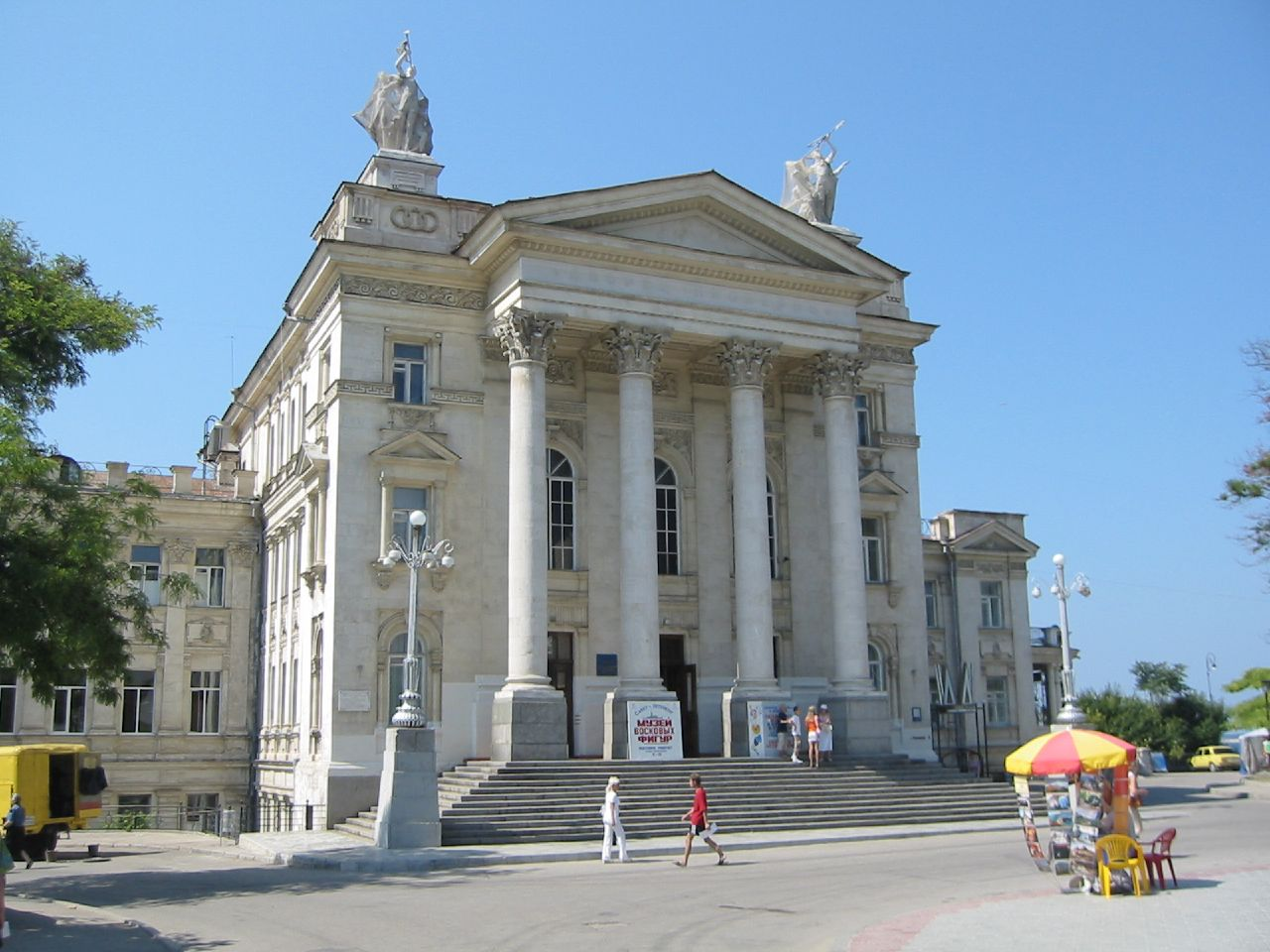
Palais des pionniers de Sébastopol.
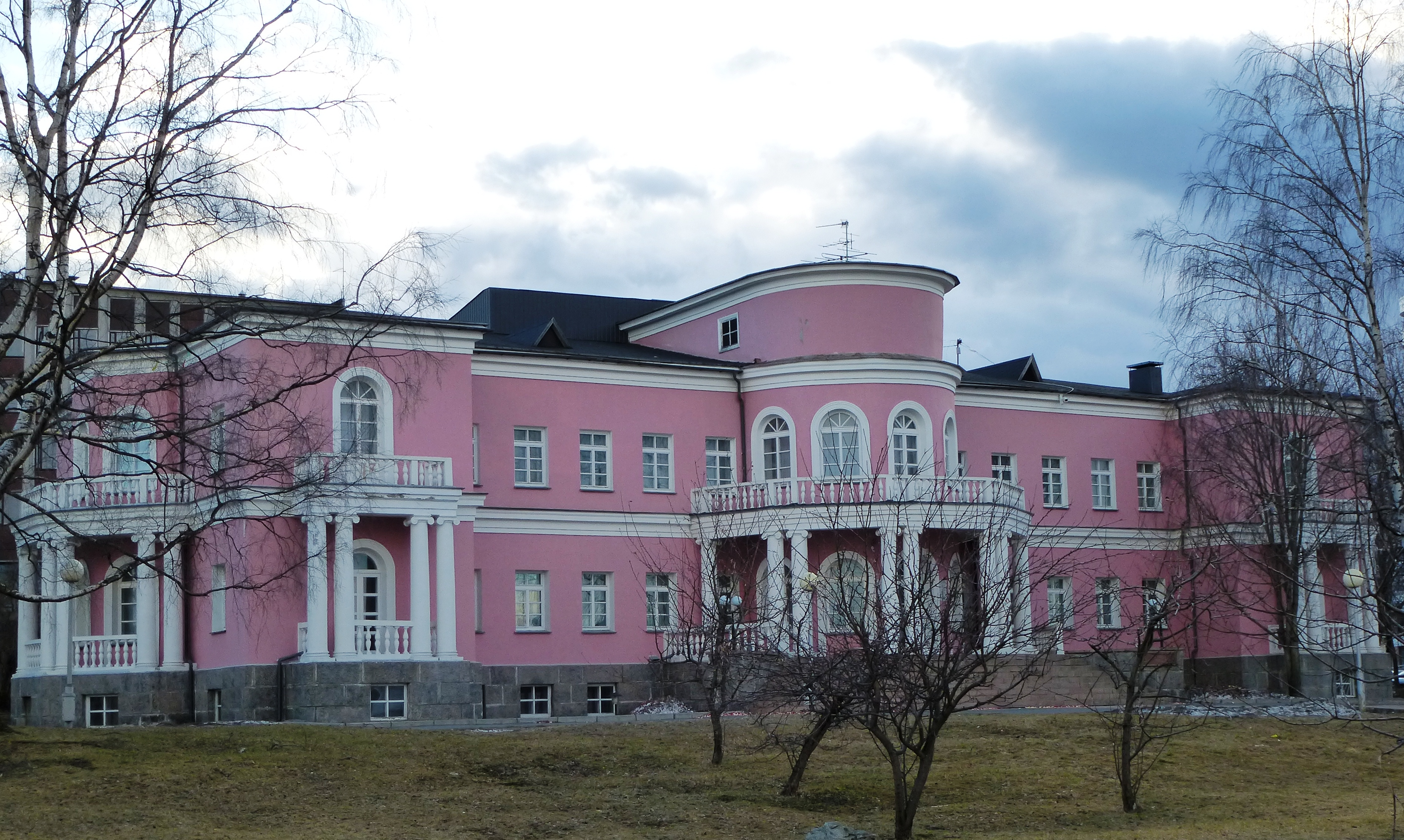
Palais des pionniers de Petrozavodsk.
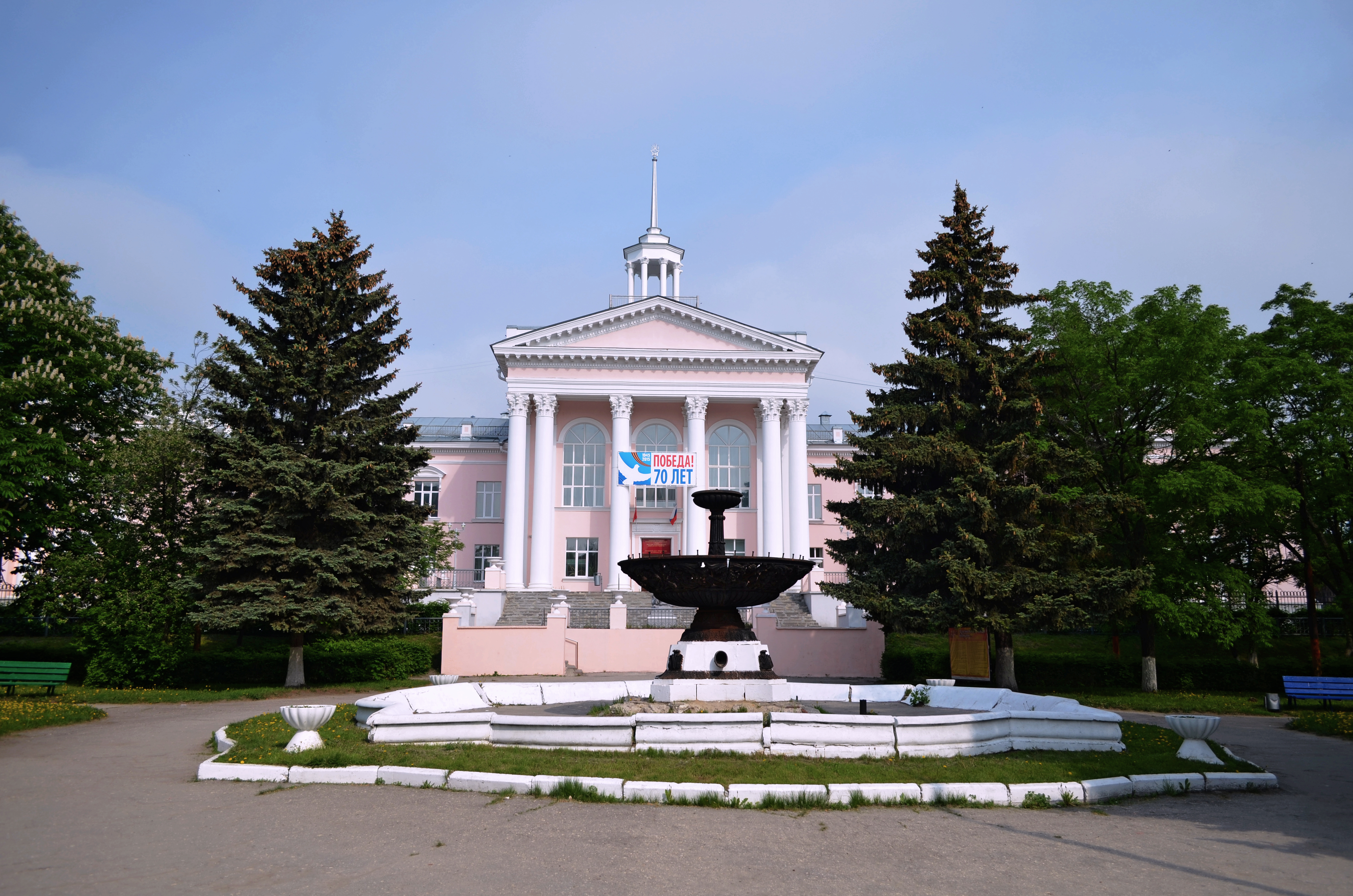
Palais des pionniers de Riazan.
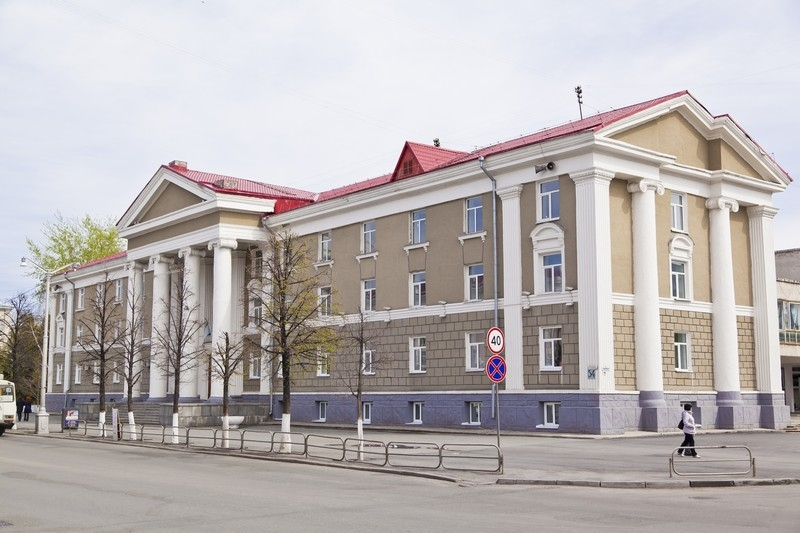
Palais des pionniers de Kourgane.
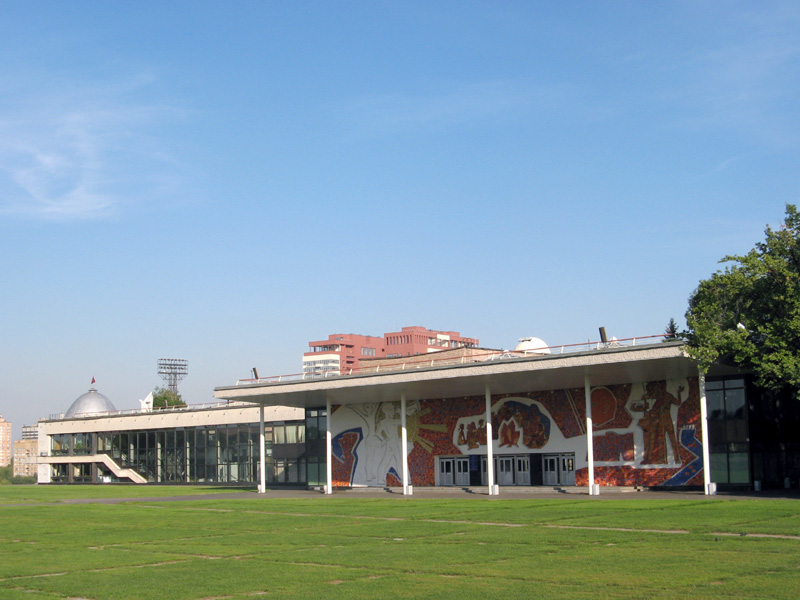
Palais des pionniers de Moscou.
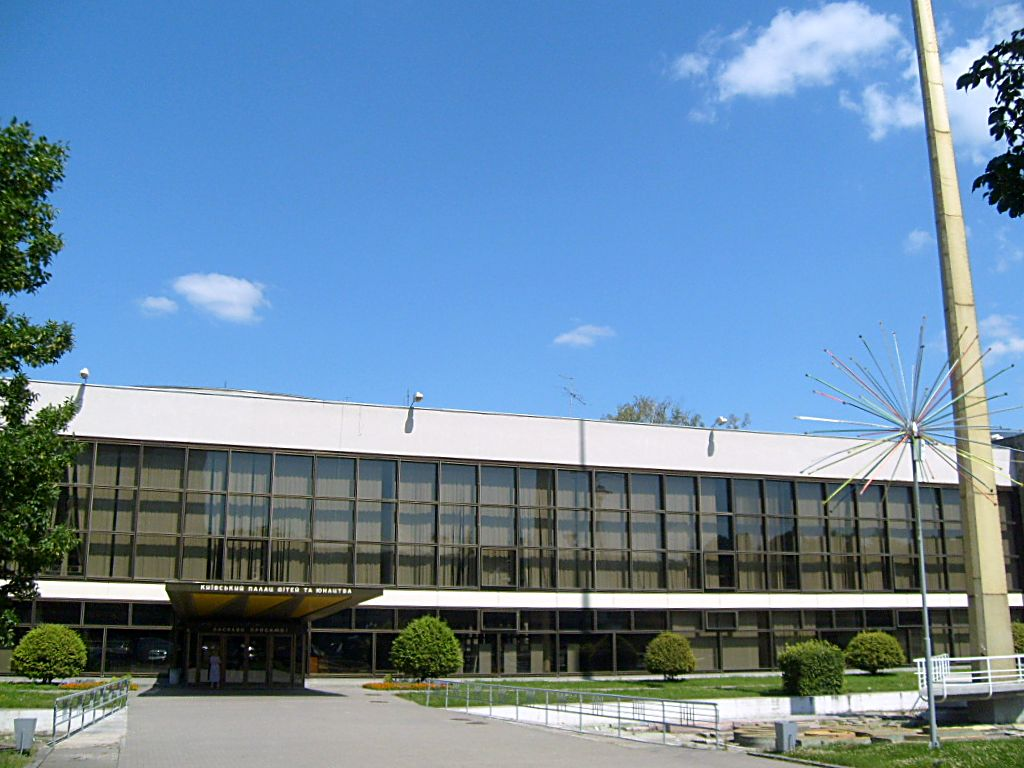
Palais des pionniers de Kiev, conçu par Kyivproekt.
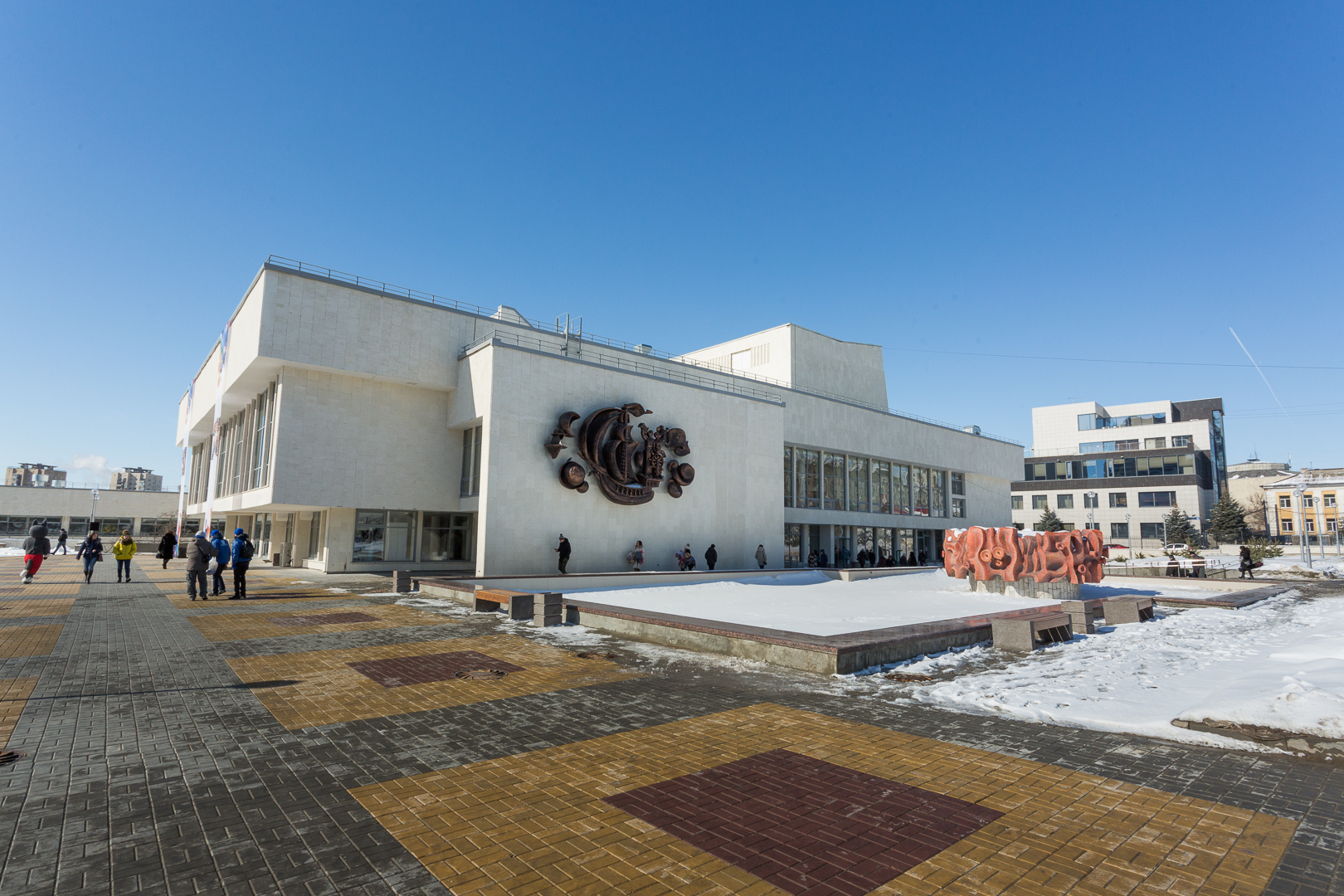
Palais des pionniers de Volgograd.
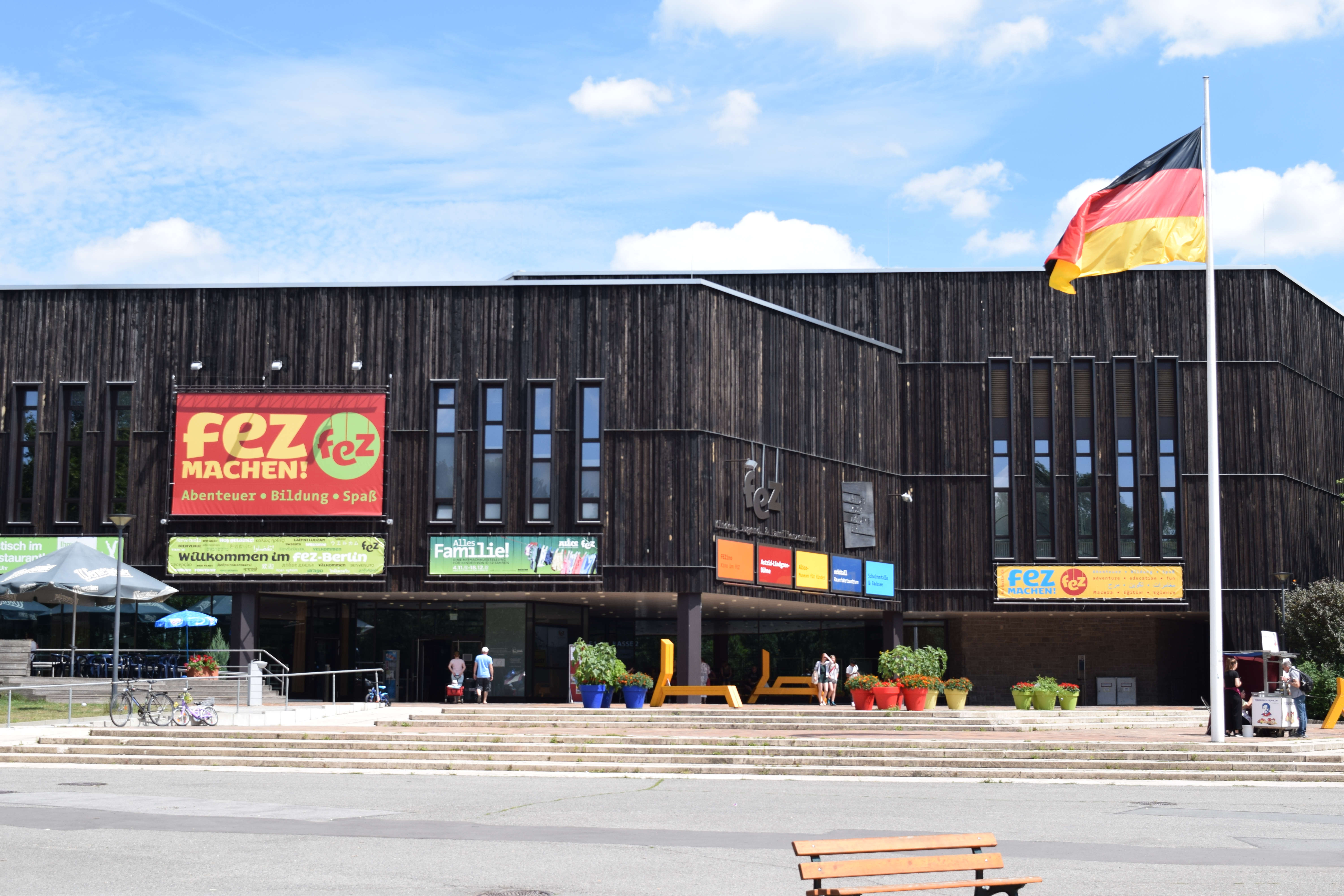
Palais des pionniers de Berlin (FEZ).
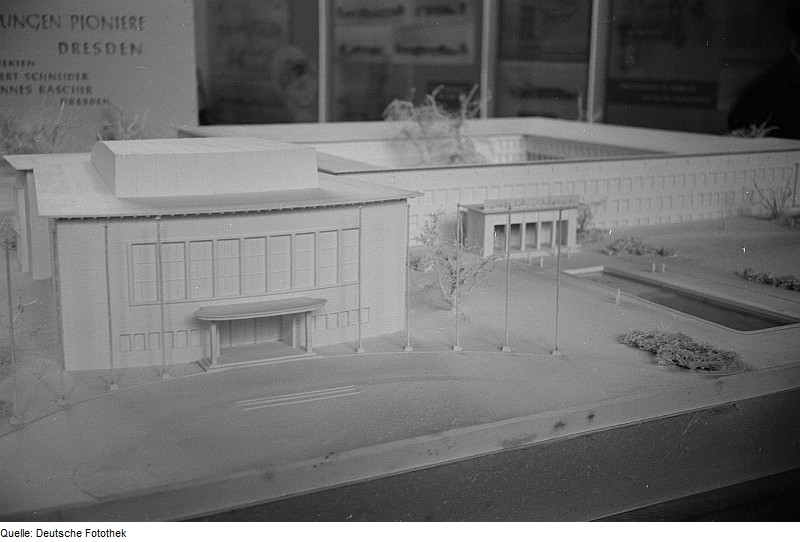
Maquette du palais des pionniers de Dresde.
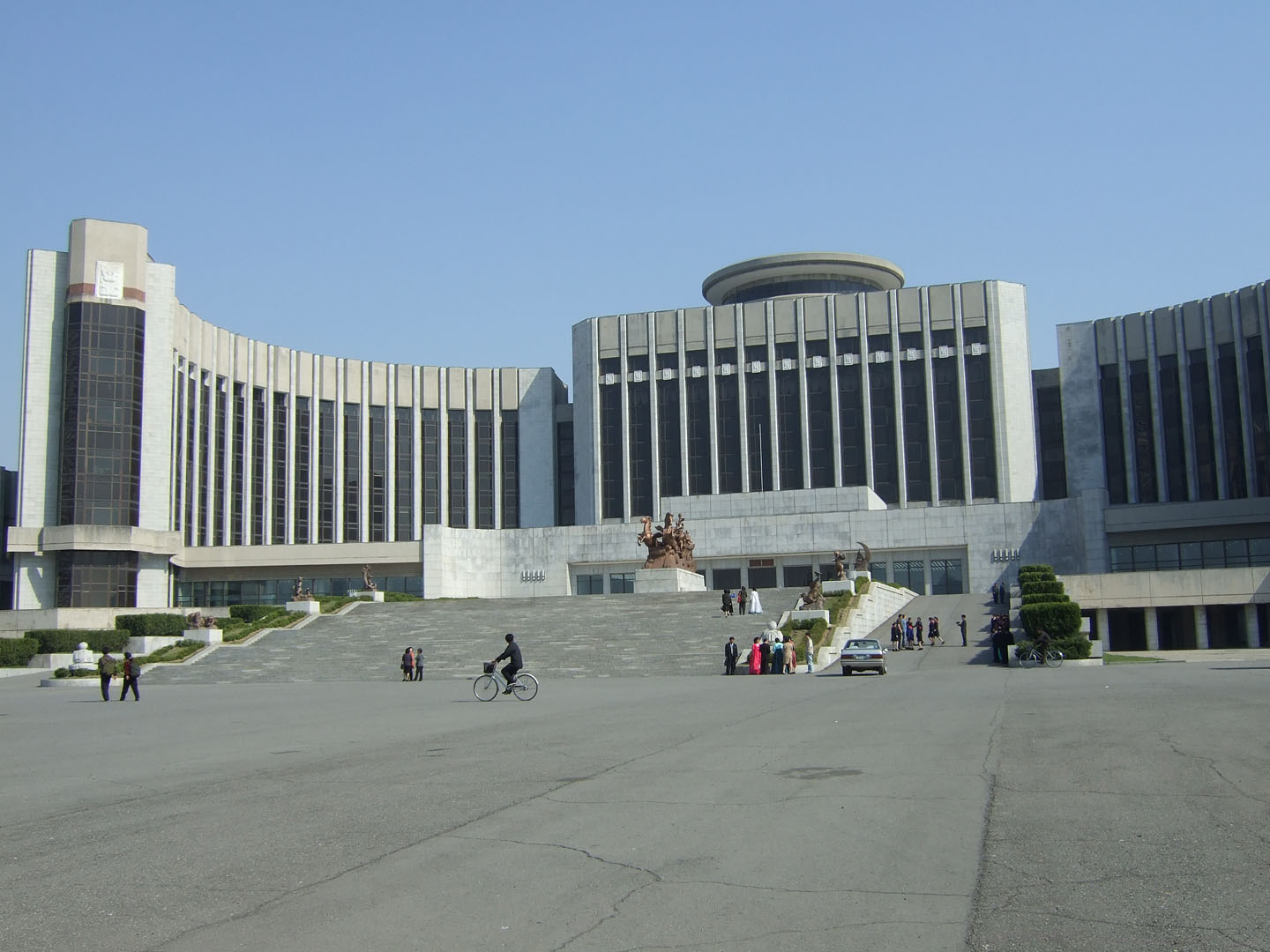
Palais des pionniers de Pyongyang.